# Гумельницкая культура

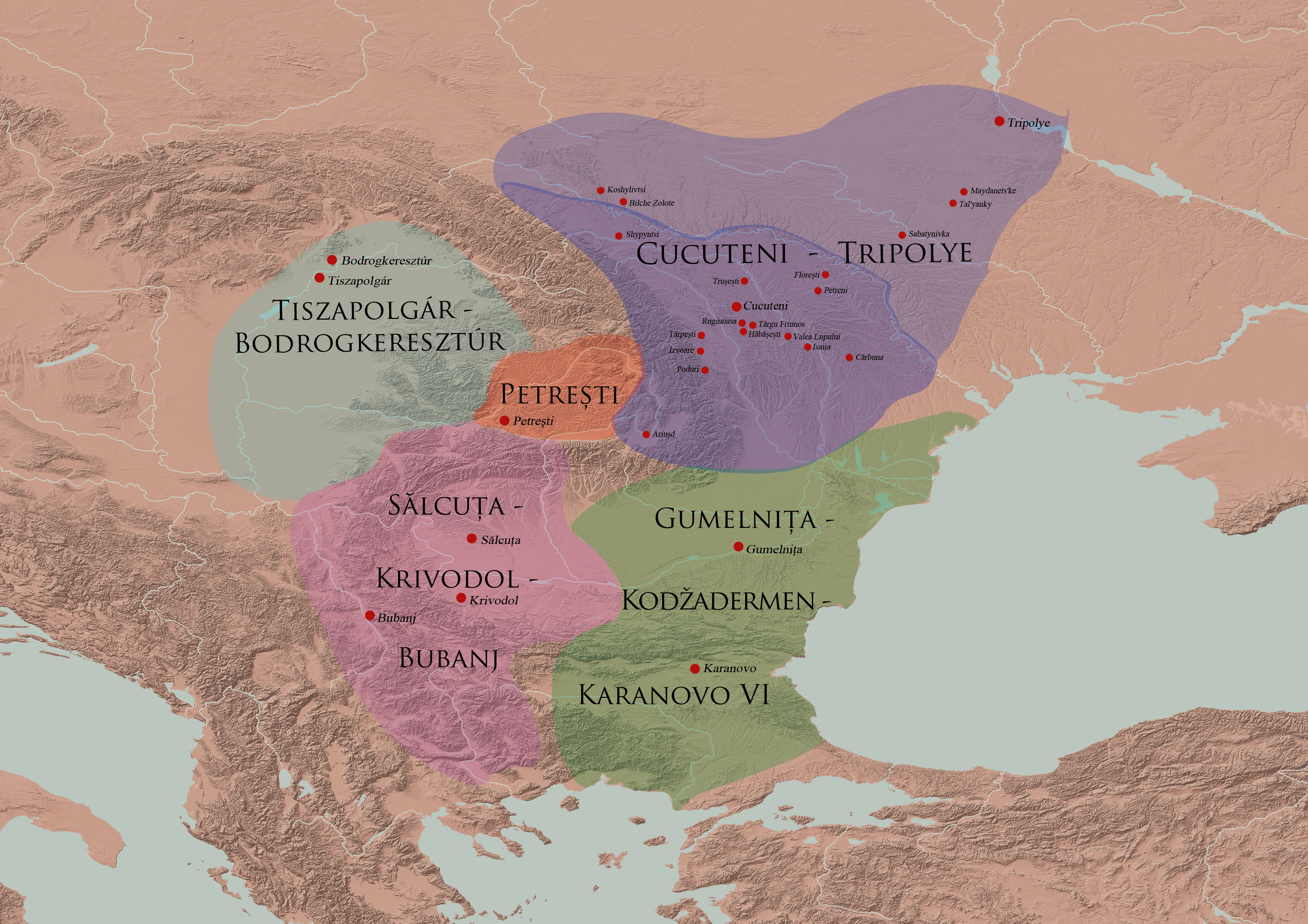
Культура Гумельница-Караново VI в 5 тысячелетии до н. э.

Гуме́льницкая культу́ра (Гульменица, рум. Gumelniţa) — археологическая культура среднего энеолита (4500—4000 лет до н. э.) оседло-земледельческих племён Балканского полуострова.

## Хронология и распространение
По данным радиоуглеродного анализа датируется второй половиной 4-го — началом 3-го тысячелетия до н. э.. Гумельницкая культура названа по теллю Гумельница в Румынии, на левом берегу Дуная, открытой румынским археологом Владимиром Думитреску (1902—1991) в 1925 году. Распространена в северной и юго-восточной Болгарии, в исторических областях Мунтения (Валахия) и Добруджа юго-восточной Румынии и в Фессалии на северо-востоке Греции. Обнаружена также на юге Молдавии и в Одесской области Украины. В Болгарии называется Коджадермен-Караново VI. Входит в общность (блок культур) Коджадермен-Гумельница-Караново VI (Коджадермен-Гумельница-Караново VI-Варна), которая возникла в период раннего энеолита, к началу 4-го тысячелетия до н. э. одновременно с одной из ранних фаз трипольской культуры и развивалась одновременно с периодами Прекукутень 3 — Кукутень A. В зоне контактов носителей гумельницкой культуры с прекукутенскими племенами сложился культурный комплекс, получивший название Гумельница-Алдень, Алдень 2 или Стойкань-Алдень.

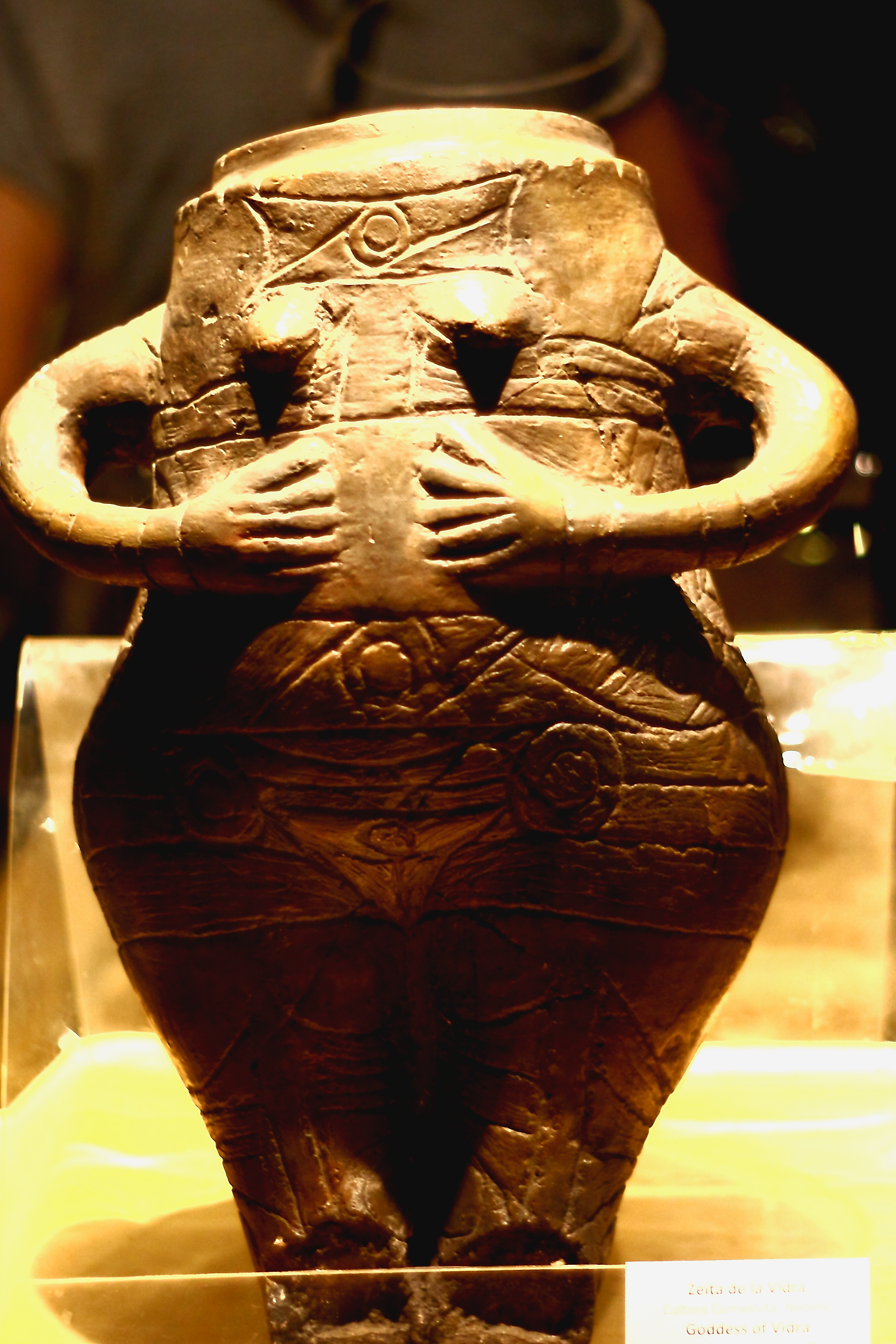
Гумельницкая культура. Керамический антропоморфный сосуд. Видра, жудец Илфов, Румыния

Гумельницкая культура приходит в упадок в конце 5 тыс. до н. э., после чего для большинства её памятников наблюдается хронологическое зияние в несколько сот лет, прежде чем те же места заселяются уже носителями новой культуры.

## Характеристика
В рамках гумельницкой культуры выделяют две фазы: Гумельница A и B, которые подразделяются каждая на две «ступени».
Найдены многочисленные многоуровневые телли, образованные при разрушении домов поселений, а также однослойные поселения на мысах и небольших островах. Некоторые поселения защищены валами и рвами. Население гумельницкой культуры жило в наземных прямоугольных домах. Характеризуется массивными медными инструментами и предметами оружия. Найдены медные топоры-молоты, топоры-мотыги, долота и шилья, кремнёвые наконечники стрел и копий. Из каменных орудий — массивные тёсла, длинные (до 30 сантиметров) ножевидные пластины и плоские топоры. Найдены костяные шилья, ножи и долота, мотыги из рога. Керамика — грубая, серо-чёрная полированная, красно-коричневая и серо-жёлтая. Найдены сосуды округлой и биконической формы с невысоким венчиком, миски, кувшины, амфорки, котлы, сосуды для хранения припасов. Керамика очень различается регионально и делится на ряд местных групп. Столовая посуда чернолощёная, реже коричневая или красноватая, с графитной, иногда в сочетании с красной и белой геометрической росписью (спирали и другие узоры), антропоморфные, зооморфные сосуды, сосуды в форме моделей домов и печей. В начале фазы Гумельница A2 в Нижнем Подунавье появилась древнейшая роспись золотом, есть врезной орнамент. Найдена антропоморфная пластика (скульптуры) из глины, мрамора и кости, а также зооморфная пластика преимущественно из глины. Найдены идолы из глины, кости, золота, золотые украшения, характерные украшения — медные булавки со спиральной и лопатообразной головкой.
Хозяйство основано на пойменном мотыжном земледелии и придомном животноводстве.
Найдены грунтовые могильники и погребения на островах. Преобладают захоронения в скрюченном на боку положении.
Предполагается, что гумельницкая культура происходит от культур Боян, Марица и Караново V.
В Румынии на месте гумельницкой культуры сформировалась культура Чернавода.
Гумельницкой культуре близка культура Салкуца-Криводол.
Памятником гумельницкой культуры является телль (măgură) «Горгана» (Gorgana) высотой 9 метров у села Пьетреле на Нижнем Дунае, на юге Румынии, в 41 км к югу от Бухареста. Новые исследования телля начались в 2002 году.

## Антропологический тип
Антропологически население гумельницкой культуры по данным могильника (64 скелета) на месте бывшего озера Боян у села Вэрэшти в жудеце Кэлэраши в Мунтении в Румынии было полиморфным (смешанным). Наряду с узколицым средиземноморским компонентом в её состав входили также мезокранные и брахикранные варианты с более широким лицом, которые образовались в результате смешения со степным протоевропеоидным типом.